# Hermanville War Cemetery
Hermanville War Cemetery is een Britse militaire begraafplaats met gesneuvelden uit de Tweede Wereldoorlog, gelegen in de Franse gemeente Hermanville-sur-Mer, departement Calvados. De begraafplaats ligt 350 m ten zuidoosten van het centrum (Église Saint-Pierre) van de gemeente. Ze heeft een onregelmatig grondplan en is omgeven door een haag.  De toegang wordt gevormd door een laag gebogen natuurstenen muurtje met de naamsteen en een dubbel hek. Het Cross of Sacrifice staat dicht bij de toegang en tegen de zuidwestelijke hoek staat een schuilgebouw met drie gotische bogen en een rustbank.  
Er worden 1.009 doden herdacht waarvan 103 niet meer geïdentificeerd konden worden. De graven worden onderhouden door de Commonwealth War Graves Commission.

## Geschiedenis
De "Operatie Overlord" op 6 juni 1944 was de start van de landing van de geallieerden op de Normandische stranden. Hermanville-sur-Mer ligt niet ver van het landingsstrand Sword Beach waar op D-Day het South Lancashire Regiment aan land ging en de gemeente kon veroveren. Later op dezelfde dag kon de Shropshire Light Infantry, ondersteund door een pantsereenheid van de Staffordshire Yeomanry Biéville-Beuville, dat vier kilometer ten zuiden van Hermanville ligt, bereiken en innemen. Op de begraafplaats, die oorspronkelijk Sword Beach Cemetery werd  genoemd, liggen vele slachtoffers die bij deze actie en de daaropvolgende opmars naar Caen sneuvelden.
Onder de geïdentificeerde graven liggen er 887 Britten, 13 Canadezen, 3 Australiërs en 3 Fransen begraven. 
De 3 Fransen waren commando's die als leden van N°4 Commando deelnamen aan de landing van de Britse troepen.

## Onderscheiden militairen
- George Nisbet McDougal, kapitein bij de Royal Engineers en Robert Smith Clazy, luitenant bij de Black Watch (Royal Highlanders) werden onderscheiden met het Military Cross (MC).
- John Archibald MacLean, adjudant bij de Queen's Own Cameron Highlanders werd onderscheiden met de Distinguished Conduct Medal (DCM).
- Peter Francis Firth, kapelaan bij het Royal Army Chaplains' Department werd onderscheiden met het Croix de guerre.
- luitenant Bernard Tresham Hardy, sergeant Joseph Aime Lacasse, korporaal William Arthur Lee, cavalerist Alexander Miller Doran en soldaat William Skirving Ducker ontvingen de Military Medal (MM).